# Carroll Cutler
Carroll Cutler (* 31. Januar 1829 in Windham, New Hampshire; † 25. Januar 1894 in Talladega) war der vierte Präsident des Western Reserve College, welches heute als Case Western Reserve University bekannt ist.

## Leben
Cutler besuchte von 1847 bis 1850 die Phillips Academy in Andover, Massachusetts. 1854 absolvierte Cutler das Yale College. Während er in Yale war, wurde er 1854 Mitglied der Elite-Geheimgesellschaft Skull and Bones. Im Jahr 1858 absolvierte er die Yale Divinity School. Am 10. August 1858 heiratete er Frances Elizabeth Gallagher. Im selben Jahr reiste er mit seiner Frau nach Deutschland, um dort ein Jahr lang Philosophie zu studieren. Dabei lernte er Philosophen wie August Tholuck, Hermann Hupfeld und Hermann Ulrici kennen.
1860 kam Cutler als Professor für Philosophie und Rhetorik an das Western Reserve College und lehrte dort über 29 Jahre, bis 1889. Nach dem Rücktritt von Präsident Henry L. Hitchcock war Cutler von 1871 bis 1886 Präsident des Western Reserve College.
1882 verlegte Cutler das Western Reserve College von Hudson, Ohio, an seinen jetzigen Standort im Universitätsviertel im Osten von Cleveland unter dem neuen Namen Adelbert College der Western Reserve University. Im Auftrag von Amasa Stone wurden nach dem Umzug neue Treuhänder ernannt, darunter John Hay, Rutherford B. Hayes und James A. Garfield.
Cutler trat 1886, unter dem Druck und der Uneinigkeit, die Koedukation zu beenden, von der Präsidentschaft zurück. Er nahm seine abolitionistischen Überzeugungen wieder auf und unterrichtete in den verbleibenden Jahren an kleinen all-black Colleges in Charlotte (North Carolina) und Talladega (Alabama). Am 25. Januar 1894 erlag er in Talladega einer Lungenentzündung. Sein Leichnam wurde zur Beerdigung nach Hudson, Ohio gebracht.